# Temple mormon d'Anchorage
Le temple mormon d’Anchorage est un temple de l’Église de Jésus-Christ des saints des derniers jours situé à Anchorage, dans l’État de l’Alaska, aux États-Unis. Il a été inauguré le 9 janvier 1999.